# Denis de oro
El denis de oro es un instrumento musical, una especie de instrumento mecánico a modo de orquestrión que fue inventado por el bohemio Próspero Divis a mediados del siglo XVIII.
Se tocaba como el órgano y el último ejemplar conocido de esta clase de instrumento lo poseyó en 1790 el obispo de Bruck, Jorge Lambeck.